# Teresa Nzola Meso Ba
Teresa Nzola Meso Ba (ur. 30 listopada 1981 w Luandzie) – francuska lekkoatletka specjalizująca się w trójskoku, pochodząca z Angoli. Francję reprezentuje od 2003 roku.
W 2008 roku bez powodzenia brała udział w igrzyskach olimpijskich. Brązowa medalistka halowych mistrzostw Europy. Startowała w mistrzostwach Europy oraz mistrzostwach świata. Reprezentantka Francji w pucharze Europy oraz drużynowych mistrzostwach Starego Kontynentu. Mistrzyni Francji tak w hali jak i na stadionie.

## Osiągnięcia
| Rok  | Impreza                                 | Miejsce    | Pozycja           | Wynik |
| ---- | --------------------------------------- | ---------- | ----------------- | ----- |
| 2005 | Halowe mistrzostwa Europy               | Madryt     | el. – 16. miejsce | 13,31 |
| 2005 | Młodzieżowe mistrzostwa Europy          | Erfurt     | 8. miejsce        | 13,47 |
| 2006 | Halowy puchar Europy                    | Liévin     | 3. miejsce        | 13,97 |
| 2006 | Superliga pucharu Europy                | Malaga     | 7. miejsce        | 13,24 |
| 2006 | Mistrzostwa Europy                      | Göteborg   | 9. miejsce        | 13,76 |
| 2007 | Halowe mistrzostwa Europy               | Birmingham | 3. miejsce        | 14,49 |
| 2007 | Superliga pucharu Europy                | Monachium  | 1. miejsce        | 14,69 |
| 2007 | Mistrzostwa świata                      | Osaka      | el. – 17. miejsce | 13,94 |
| 2008 | Halowe mistrzostwa świata               | Walencja   | el. – 9. miejsce  | 14,17 |
| 2008 | Superliga pucharu Europy                | Annecy     | 2. miejsce        | 14,51 |
| 2008 | Igrzyska olimpijskie                    | Pekin      | el. – 14. miejsce | 14,11 |
| 2009 | Halowe mistrzostwa Europy               | Turyn      | 5. miejsce        | 14,31 |
| 2009 | Superliga drużynowych mistrzostw Europy | Leiria     | 1. miejsce        | 14,40 |
| 2009 | Igrzyska śródziemnomorskie              | Pescara    | 3. miejsce        | 14,16 |
| 2009 | Mistrzostwa świata                      | Berlin     | 11. miejsce       | 13,79 |
| 2009 | Światowy finał lekkoatletyczny IAAF     | Saloniki   | 8. miejsce        | 13,64 |
| 2010 | Superliga drużynowych mistrzostw Europy | Bergen     | 6. miejsce        | 14,00 |
| 2013 | Igrzyska śródziemnomorskie              | Mersin     | 7. miejsce        | 13,36 |

## Rekordy życiowe
| Konkurencja          | Rezultat | Data             | Miejsce       | Uwagi          |
| -------------------- | -------- | ---------------- | ------------- | -------------- |
| Skok w dal           | 6,44     | 12 czerwca 2009  | Pierre-Bénite |                |
| Trójskok             | 14,69    | 23 czerwca 2007  | Monachium     | rekord Francji |
| Bieg na 50 m (hala)  | 7,07     | 12 stycznia 2002 | Lyon          | rekord Angoli  |
| Bieg na 200 m (hala) | 25,49    | 20 stycznia 2008 | Aubière       |                |
| Skok w dal (hala)    | 6,28     | 16 lutego 2008   | Bordeaux      |                |
| Trójskok (hala)      | 14,53    | 13 lutego 2008   | Peania        | rekord Francji |

Nzola Meso Ba jest także rekordzistką Angoli w trójskoku zarówno na stadionie (13,49 w 2002) jak i w hali (13,82 w 2003).